# Melanagromyza galactoptera
Melanagromyza galactoptera este o specie de muște din genul Melanagromyza, familia Agromyzidae, descrisă de Mario Bezzi și Lamb în anul 1926. Conform Catalogue of Life specia Melanagromyza galactoptera nu are subspecii cunoscute.